# Dynamos FC (Bahamas)
El Dynamos FC es un equipo de fútbol de Bahamas que juega en la BFA Senior League, la primera división de fútbol en el país.

## Historia
Fue fundado en el año 1957 en la capital Nassau y es el equipo de fútbol más viejo de Bahamas.
Fue hasta la temporada 2018/19 que logra ser campeón nacional por primera vez venciendo en la final al Cavalier FC.

## Palmarés
- BFA Senior League: 1

2018/19